# Coronel Bicaco

Coronel Bicaco este un oraș în Rio Grande do Sul (RS), Brazilia.